# 佐賀銀行
株式会社佐賀銀行（さがぎんこう、英: THE BANK OF SAGA LTD.）は、佐賀県佐賀市唐人二丁目に本店を置く地方銀行。コーポレートスローガンは「このまちで、あなたと」である。
佐賀県と県内主要自治体の指定金融機関である。
テレビコマーシャルについてはどちらかといえば消極的で、「moteca」などのサービス売込みが中心であったが、2011年（平成23年）、酒井田柿右衛門 (14代目)を起用した企業CMは福岡県内の民放にも積極的に出稿している。

## 沿革
- 1882年（明治15年）3月9日 - 伊万里銀行が設立される。
- 1885年（明治18年）10月23日 - 唐津銀行が設立される。頭取・大島小太郎[4]。
- 1931年（昭和6年）8月1日 - 唐津銀行と西海商業銀行が合併し、あらたに株式会社佐賀中央銀行が設立される。
- 1939年（昭和14年）8月6日 - 伊万里銀行と有田・洪益・武雄の3行が合併し、あらたに株式会社佐賀興業銀行が設立される。
- 1955年（昭和30年）7月11日 - 佐賀興業銀行と佐賀中央銀行が合併、あらたに株式会社佐賀銀行が設立される。
- 1961年（昭和36年）3月 - 外為公認銀行の認可を取得。
- 1965年（昭和40年）4月 - 東京支店を設置。
- 1969年（昭和44年）1月 - 電子計算機を初導入。
- 1974年（昭和49年）10月 - 福岡証券取引所に上場。
- 1975年（昭和50年）10月 - 新本店が完成。
- 1979年（昭和54年）10月 - 全店総合オンラインシステムが完成。
- 1980年（昭和55年）4月 - 大阪証券取引所市場第二部に上場。翌1981年（昭和56年）9月、同市場第一部に上場。
- 1985年（昭和60年）10月 - 東京証券取引所市場第一部に上場。
- 1989年（平成元年）2月 - 福岡地区本部を福岡本部へ組織変更。
- 1991年（平成3年）5月 - サンデーバンキング開始。
- 1994年（平成6年）10月 - 松浦信用組合より事業譲渡[5]。
- 1998年（平成10年）3月 - 新国際総合オンラインシステムが稼動開始。
- 2003年（平成15年）12月25日 - 倒産デマメール（チェーンメール）による取り付け騒ぎが起こる。翌年2月17日、佐賀県警察本部は佐賀県内の20歳代の女を信用棄損容疑で書類送検。
- 2005年（平成17年）
  - 6月17日 - 大阪支店閉鎖（東京支店へ業務を継承）。
  - 7月1日 - 自行発行クレジットカード「さぎんモテカカード」（キャッシュカード兼用）の取り扱い開始。以降バンクカードの新規発行を停止し、自行発行カードへの乗り替えを促している。
  - 7月8日 - 大阪証券取引所での上場廃止。
- 2008年（平成20年）9月30日 - バンクカード業務終了。
- 2010年（平成22年）5月5日 - 新基幹システム運用開始。
- 2017年（平成29年）11月22日 - 株式の追加取得により、持分法適用関連会社だった佐銀リース、連結子会社の佐銀コンピューターサービスと佐銀信用保証、持分法適用非連結子会社だった佐銀キャピタル&コンサルティングの4社を完全子会社化。
- 2019年（平成31年）3月5日 - この日から磁気の影響を受けにくい新しい通帳（Hi-Co通帳）を取扱開始した[6]。
- 2021年（令和3年）1月7日 - ふくおかフィナンシャルグループ傘下のiBankマーケティングが運営する銀行公式アプリ「Wallet+（ウォレットプラス）」のサービスを開始[7]。

## キャラクター
- トムとジェリー - 通帳やキャッシュカード、ノベルティグッズなどに使用。

## 店舗網
県そのものの経済力が九州他県に比べ小さいこともあって、県外進出が顕著であり、隣り合う福岡・長崎両県、特に福岡都市圏と筑後に集中して出店している。また、九州外の店舗は、東京支店のみとなっている。
昭和40年代以降、佐賀市内を中心に店舗網拡大を推し進め、一時は熊本市にも出店していた。しかし、その後業務の電算化などに伴い、合理化の方向に転換。佐賀市内を中心に、窓口店舗を大幅に集約してATMに置き換える動きを進めている。自行設置ATMについても、ゆうちょ銀行との提携、九州ATMネットワーク提携の開始、コンビニエンスストア設置ATMの利用拡大推進などにより、それらへの置き換えが可能なものについてはコスト削減のため統廃合の対象となっている。
2014年9月には、個人顧客専門の3店目となる「鳥栖駅前支店さぎんパーソナルプラザ鳥栖」（鳥栖市）を新設したほか、営業時間を延長したATMを全体の9割に増やし、また、電子看板を全店舗に取り付けなど個人顧客を囲い込み、役務収益を増やしたいとしている。

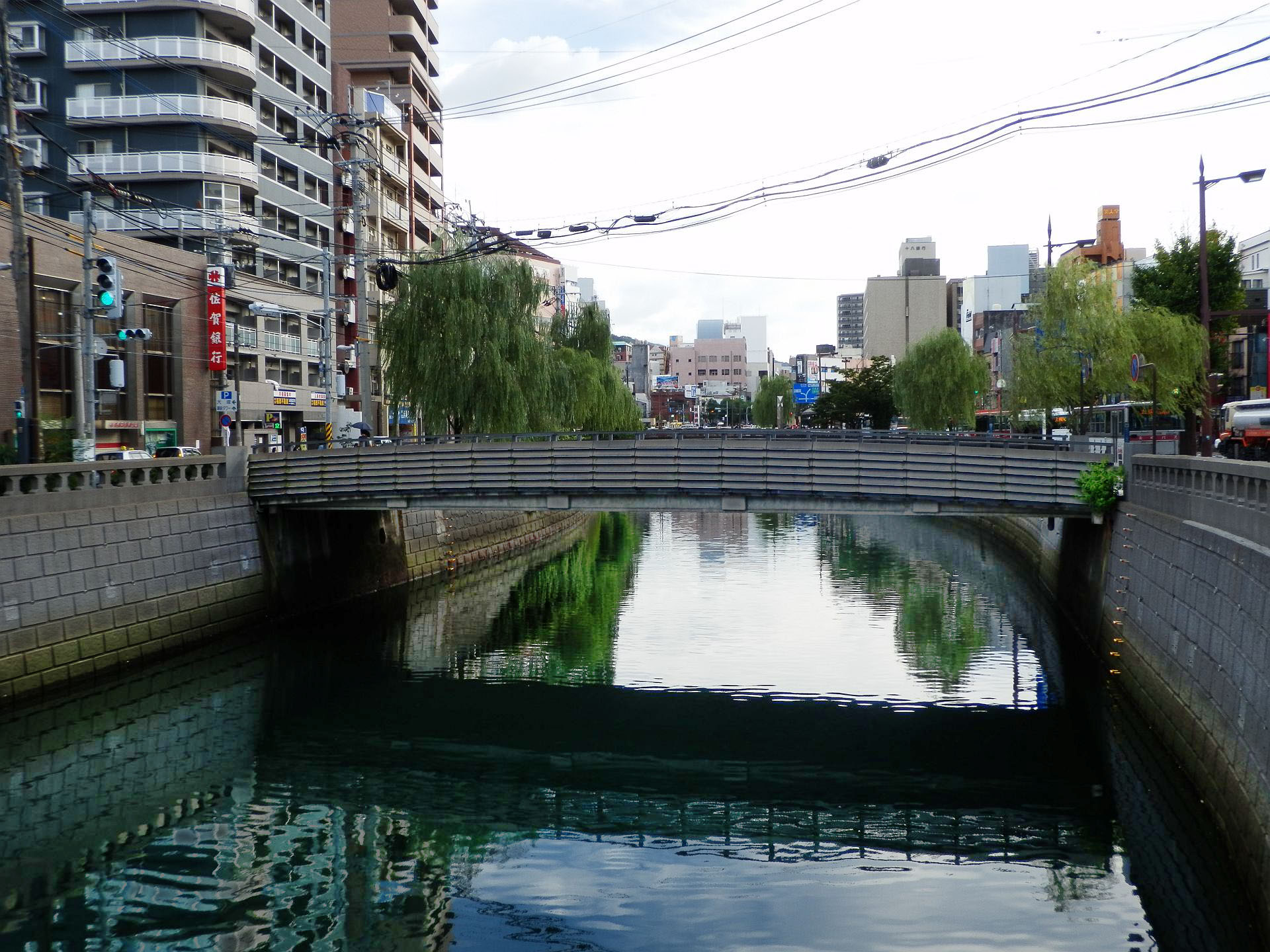
中島川にかかる万橋とその袂にある長崎支店を望む（長崎市）
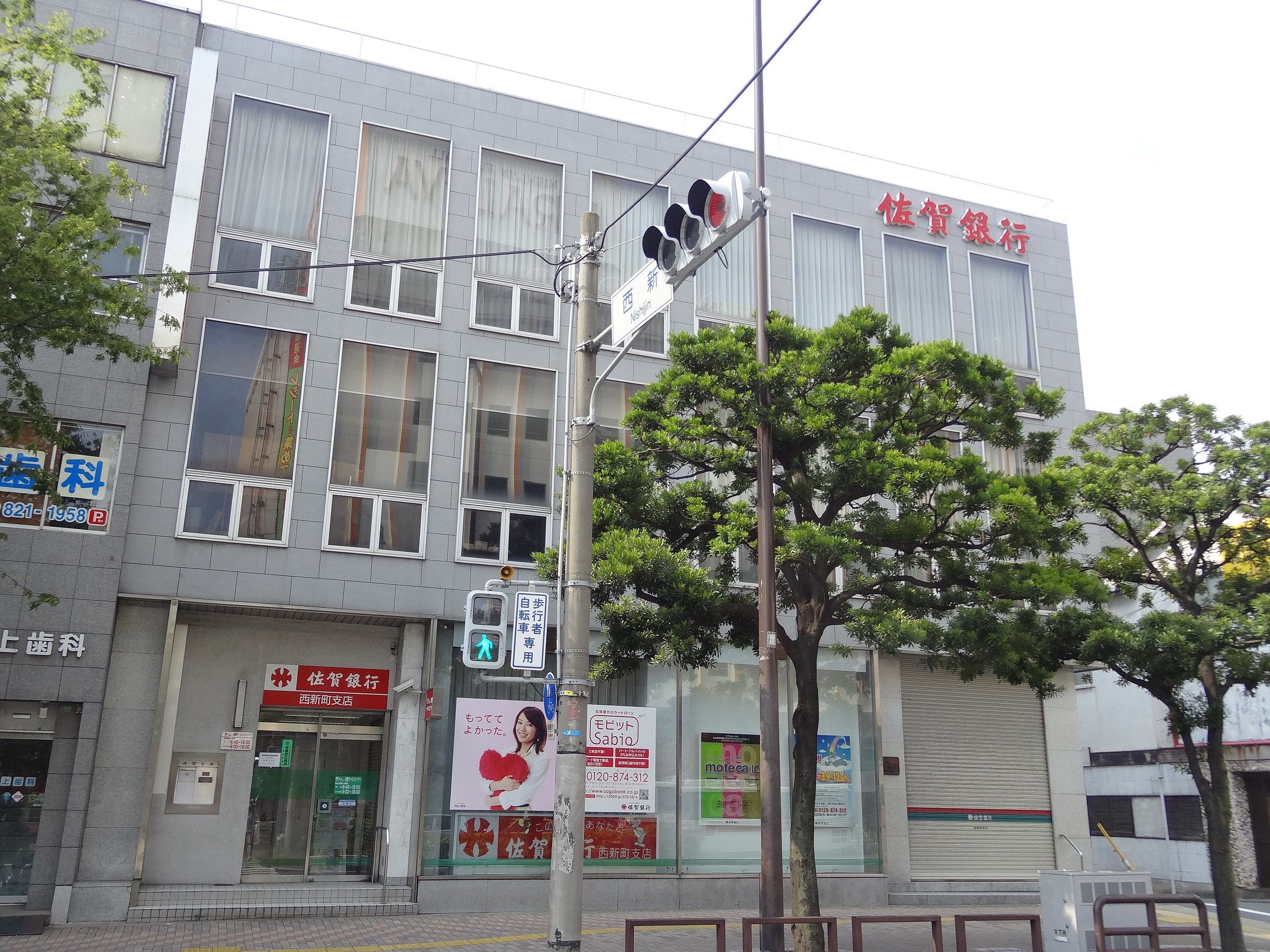
西新町支店（福岡市早良区）
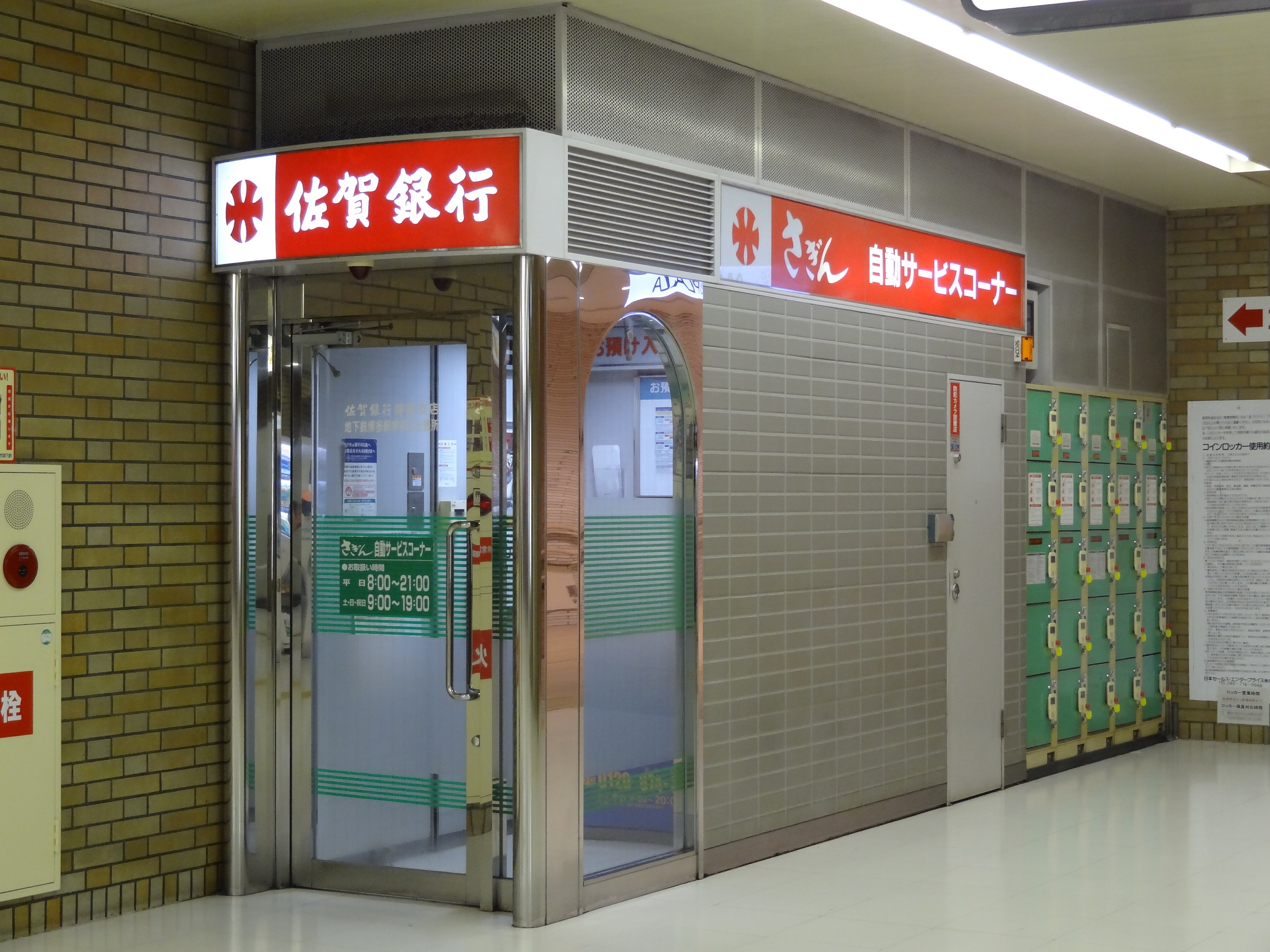
地下鉄博多駅博多口出張所（福岡市博多区）
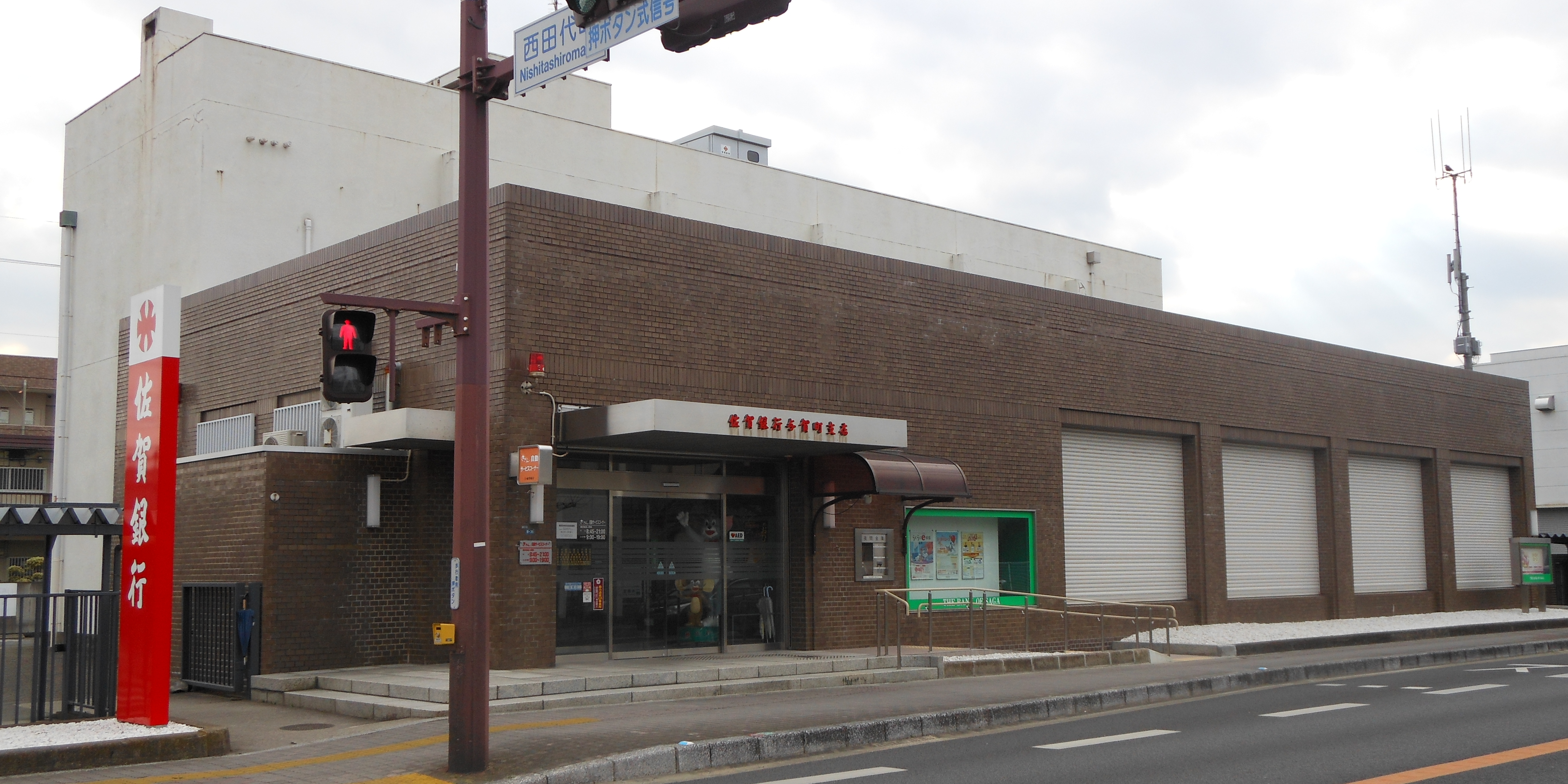
与賀町支店（佐賀市西田代）
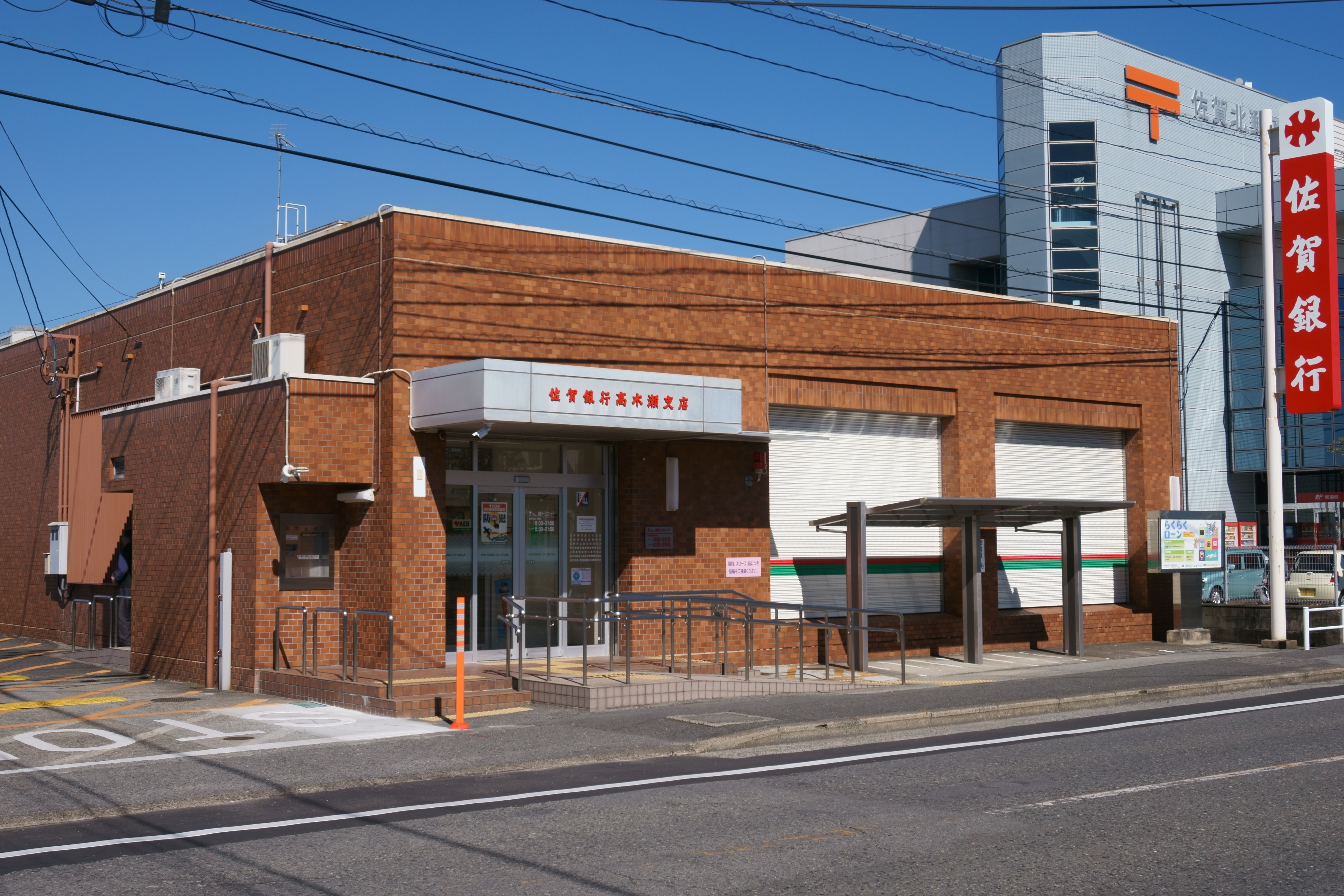
高木瀬支店（佐賀市高木瀬西）
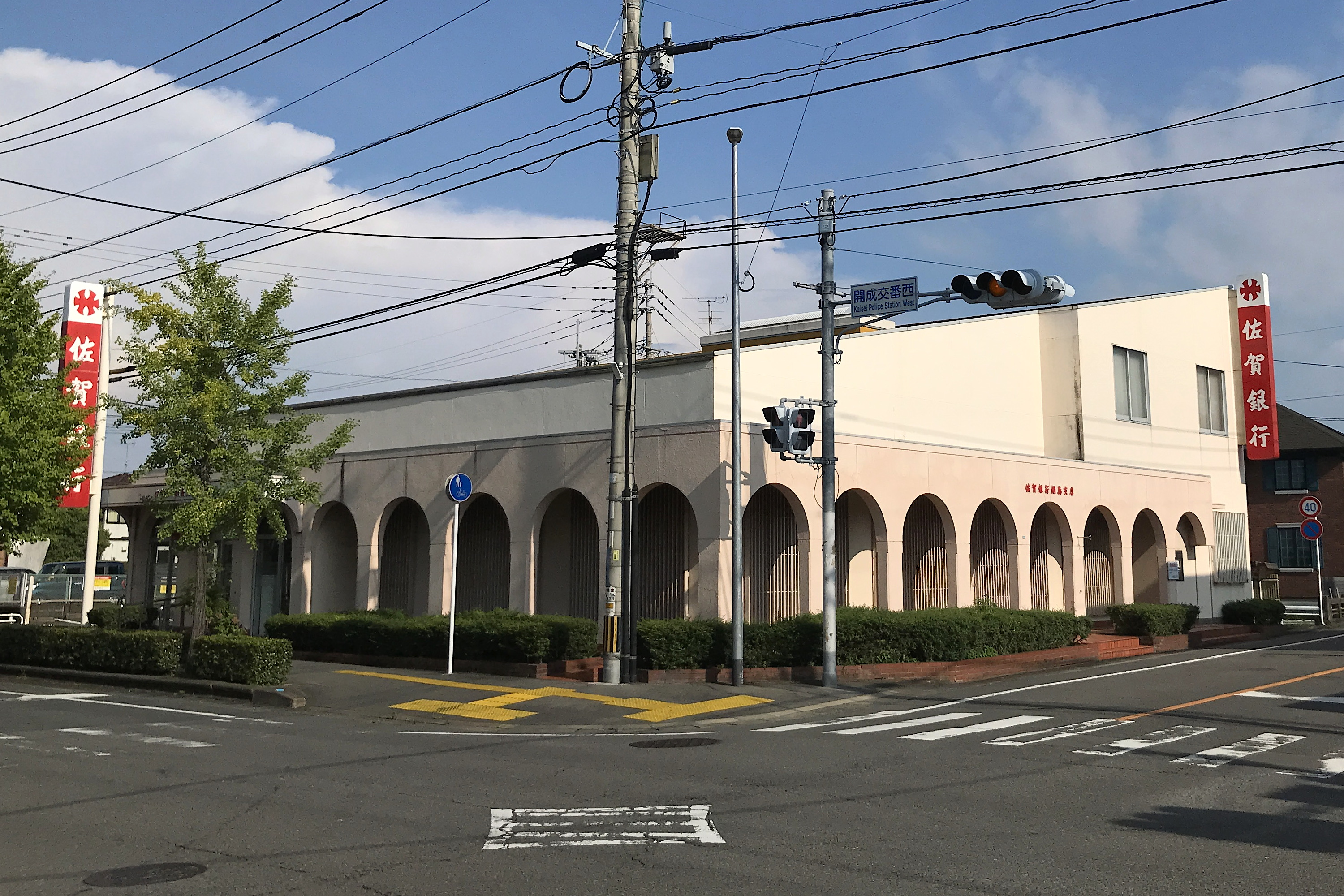
鍋島支店（佐賀市八戸溝）
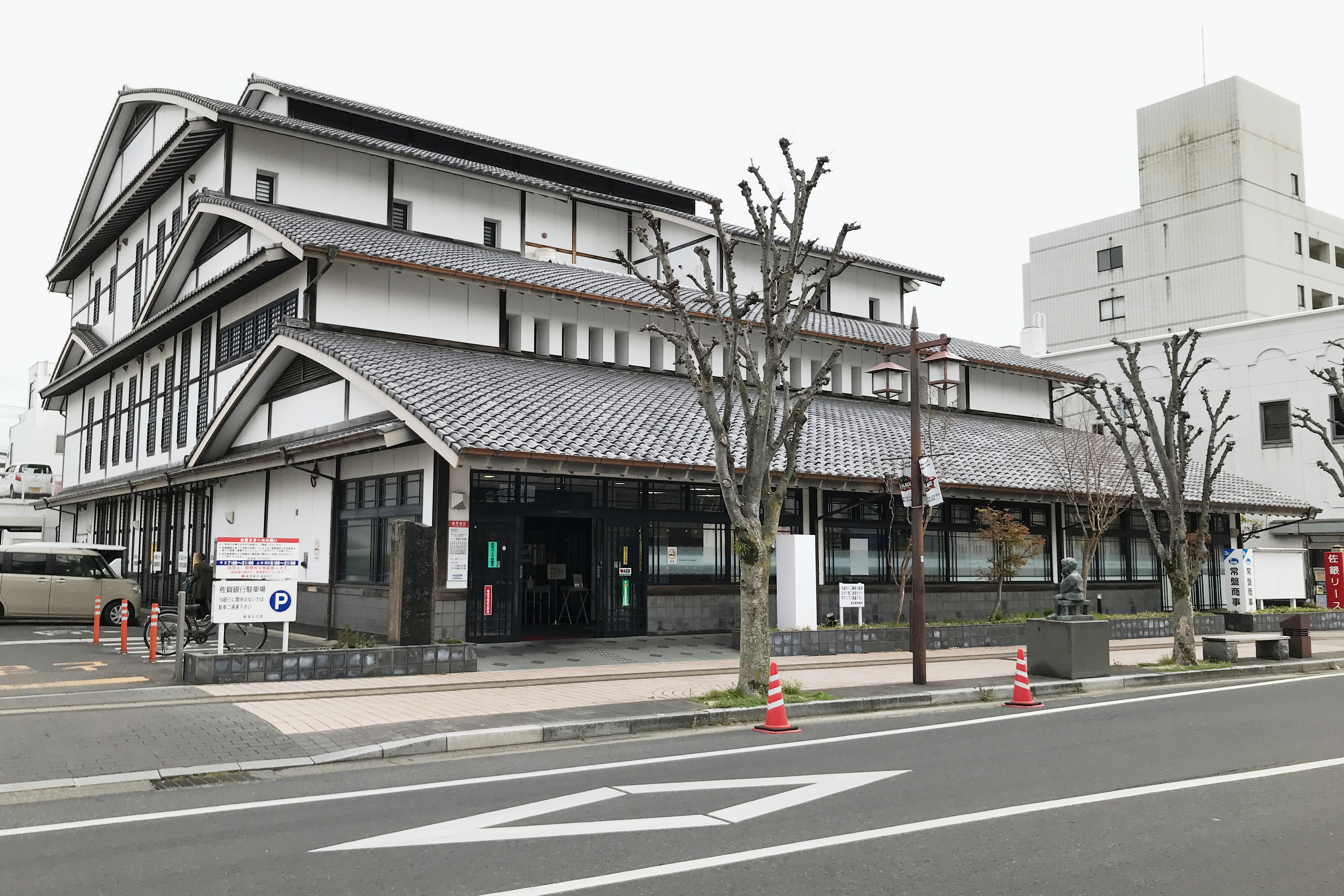
唐津支店（唐津市米屋町）

## 取り付け騒ぎ
2003年（平成15年）12月25日未明に『佐賀銀行がつぶれるそうです』というチェーンメールが発生し、同日の営業時間より取り付け騒ぎが発生した。この取り付け騒ぎにより、引き出し・解約されたりした預金は約500億円に上る。事件の数か月前に実際に佐賀商工共済協同組合の破綻があったことも、騒ぎを大きくした一因とされている。
2004年（平成16年）2月に20歳代の女が信用毀損容疑で書類送検されたが、嫌疑不十分として不起訴に終わっている。この事件に際しては、成り立ちが類似している豊川信用金庫事件が報道等で引き合いに出されるなど局地的に注目を浴びた。

## 提携関係
福岡銀行・筑邦銀行・十八親和銀行（旧十八銀行並びに旧親和銀行）・肥後銀行・大分銀行・宮崎銀行・鹿児島銀行・西日本シティ銀行とATMの相互開放協定（九州ATMネットワーク）を結んでおり、これらの銀行で平日の時間内に引き出し・振込をする場合には他行利用手数料が徴収されない。
セブン銀行とは2005年（平成17年）に提携を開始され、他行利用手数料が徴収される。

## 情報処理システム
筑邦銀行とコンピュータシステムを共通化している。基幹システムも2行で共通化され、このうちの勘定系システムはBIPROGY製のBankVisionを使用している。
このシステムには十八銀行も参画していたが、2020年10月1日付で親和銀行と合併して十八親和銀行となり、2021年1月4日のシステム統合により旧親和銀行ベースのシステム（福岡銀行・広島銀行との共同利用型基幹システム）へ移行している。

## 関連会社
- 佐銀ビジネスサービス株式会社
- 佐銀コンピュータサービス株式会社
- 佐銀信用保証株式会社
- 株式会社佐銀キャピタル＆コンサルティング
- 佐銀リース株式会社

## 歴代頭取
| 代 | 氏名     | 期間                                          | 備考                   |
| -- | -------- | --------------------------------------------- | ---------------------- |
| 1  | 手塚文蔵 | 1955年 （昭和30年）7月 - 1960年（昭和35年）   |                        |
| 2  | 土井末夫 | 1960年（昭和35年）5月 - 1973年（昭和48年）5月 |                        |
| 3  | 香月義人 | 1973年（昭和48年）5月 - 1980年（昭和55年）5月 |                        |
| 4  | 田中稔   | 1980年（昭和55年）5月 - 1994年（平成6年）1月  | 大蔵省出身             |
| 5  | 指山弘養 | 1994年（平成6年）1月 - 2003年（平成15年）6月  | 初の「生え抜き」の頭取 |
| 6  | 松尾靖彦 | 2003年（平成15年）6月 - 2012年（平成24年）6月 | 大蔵省出身             |
| 7  | 陣内芳博 | 2012年（平成24年）6月 - 2018年（平成30年）4月 | 2人目の生え抜き頭取    |
| 8  | 坂井秀明 | 2018年（平成30年）4月 - 現職                  | 3人目の生え抜き頭取    |